# Corsa all'oro californiana

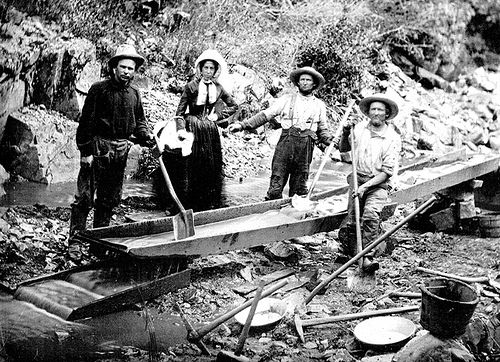
Cercatori d'oro che lavorano nei depositi alluvionali della California nel 1850

La corsa all'oro californiana, o febbre dell'oro californiana, fu un periodo della storia americana che iniziò il 24 gennaio 1848, quando l'oro fu trovato da James W. Marshall a Sutter's Mill a Coloma, in California. La notizia dell'oro portò circa 300.000 persone in California dal resto degli Stati Uniti e dall'estero e l'improvviso afflusso di oro nella riserva monetaria rivitalizzò l'economia americana; aumentò esponenzialmente la popolazione che permise alla California di diventare rapidamente uno stato del Compromesso del 1850.
Gli effetti della corsa all'oro furono sostanziali. I primi ad arrivare da oltre confine provenivano dall'Oregon, dalle Hawaii e dall'America Latina alla fine del 1848. Delle circa 300 mila persone che giunsero in California durante la corsa all'oro, circa la metà arrivò via mare e l'altra metà via terra, lungo la Pista della California e la California Road. L'agricoltura e l'allevamento si espansero in tutto lo stato per soddisfare le esigenze dei coloni. San Francisco crebbe da un piccolo insediamento di circa 200 residenti nel 1846 a una città in piena espansione con circa 36.000 abitanti nel 1852.
All'inizio della corsa all'oro, non esisteva una legge che regolasse i diritti di proprietà nei giacimenti auriferi e fu sviluppato un sistema di "rivendicazioni". I cercatori d'oro recuperavano l'oro da torrenti e letti di fiumi utilizzando tecniche semplici, come la setacciatura. Sebbene l'attività mineraria causasse danni ambientali, furono sviluppati metodi più sofisticati per il recupero dell'oro, successivamente adottati in tutto il mondo. Con l'entrata in servizio dei piroscafi, si svilupparono nuovi metodi di trasporto. Nel 1869 furono costruite ferrovie dalla California agli Stati Uniti orientali. Al suo apice, i progressi tecnologici raggiunsero un punto tale da richiedere finanziamenti significativi, aumentando la proporzione tra le società aurifere e i singoli minatori. Fu recuperato oro per un valore di decine di miliardi di dollari statunitensi odierni, il che portò grande ricchezza a pochi, sebbene molti di coloro che parteciparono alla corsa all'oro in California guadagnassero poco più di quanto avevano guadagnato all'inizio.

## Storia

### La scoperta di Marshall

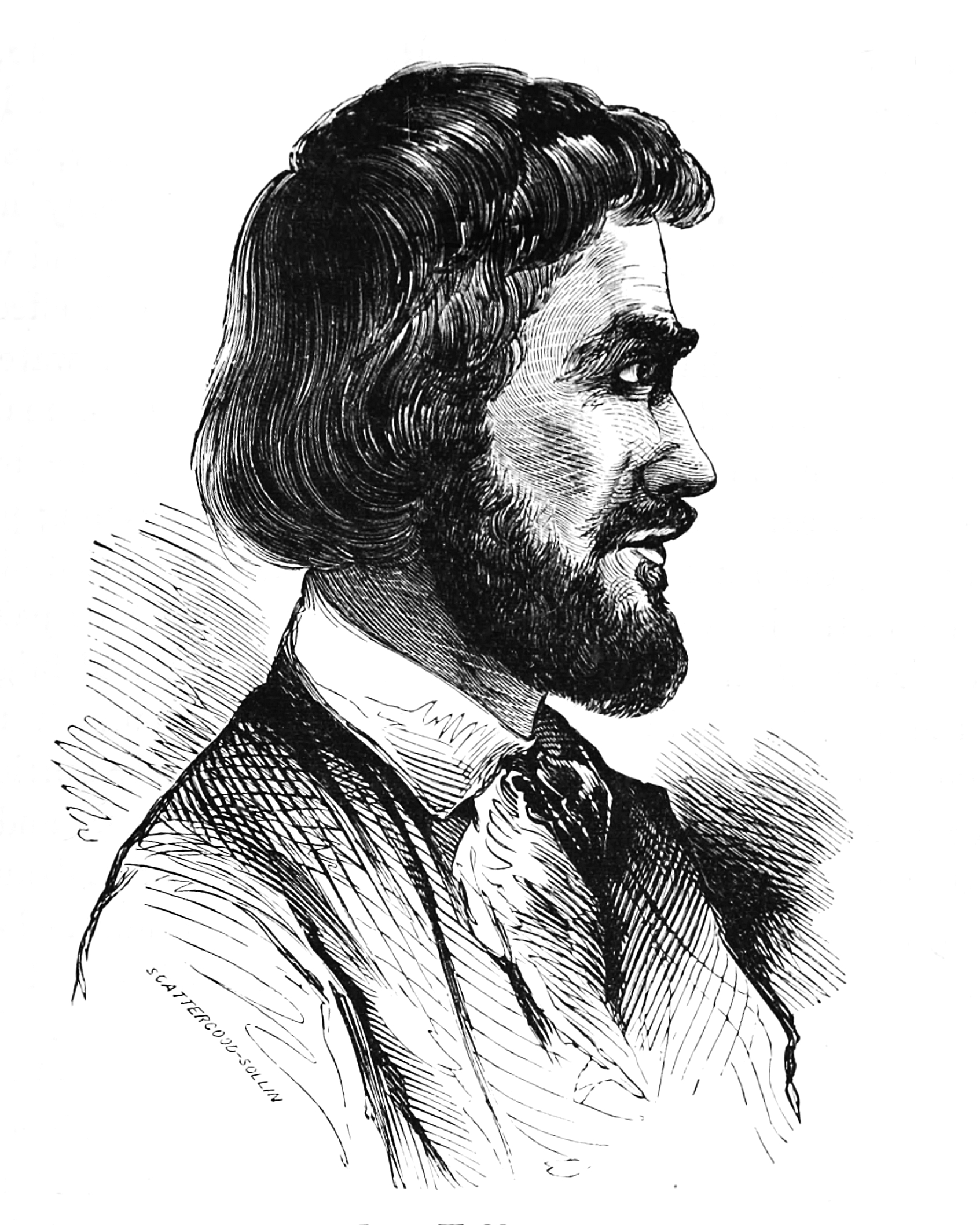
Illustrazione del 1855 di James W. Marshall, scopritore dell'oro della Sutter's Mill

Nel gennaio 1847, nove mesi dopo l'inizio della guerra messico-statunitense, fu firmato il Trattato di Cahuenga, che portò alla risoluzione del conflitto militare in Alta California. Il 24 gennaio 1848, James W. Marshall trovò del metallo luccicante nel canale di scarico di una segheria che stava costruendo per il pioniere di Sacramento John Sutter, noto proprietario della Sutter's Mill, vicino a Coloma sul fiume American. Marshall portò ciò che trovò a Sutter e i due testarono privatamente il metallo. Dopo che i test dimostrarono che era oro, Sutter restò stupefatto, volle mantenere la notizia segreta perché temeva le conseguenze che ci sarebbero state a causa di una corsa all'oro nella regione a proposito del suo desiderio di fondare un'impresa agricola. La guerra alla fine si concluse il 30 maggio con la ratifica del Trattato di Guadalupe Hidalgo che trasferì formalmente la California agli Stati Uniti.
Dopo aver fatto giurare di non rivelare il segreto a tutti gli interessati al mulino, nel febbraio 1848 Sutter inviò Charles Bennett a Monterey per incontrare il colonnello Mason, il principale funzionario statunitense in California, per assicurarsi i diritti minerari del terreno dove sorgeva il mulino. Bennett non avrebbe dovuto dire a nessuno della scoperta dell'oro, ma quando si fermò a Benicia, sentì parlare della scoperta del carbone vicino al Monte Diablo e rivelò la scoperta dell'oro. Proseguì per San Francisco, dove ancora una volta non riuscì a mantenere il segreto. A Monterey, Mason si rifiutò di esprimere il suo giudizio sul titolo delle terre e sui diritti minerari e Bennett per la terza volta rivelò la scoperta dell'oro.
Nel marzo del 1848, le voci della scoperta furono confermate dall'editore e negoziante di giornali di San Francisco Samuel Brannan. Brannan aprì in fretta un negozio per vendere forniture per la ricerca dell'oro e camminando per le strade di San Francisco, tenendo in alto una fiala d'oro gridò: "Oro! Oro! Oro dal fiume American!".
Il 19 agosto 1848, il New York Herald fu il primo grande quotidiano della costa orientale a riportare la scoperta dell'oro. Il 5 dicembre 1848, il presidente degli Stati Uniti James K. Polk confermò la scoperta dell'oro in un discorso al Congresso. Di conseguenza, gli individui che cercavano di trarre profitto dalla corsa all'oro – in seguito chiamati i "forty-niners" – iniziarono a trasferirsi nella regione aurifera della Sierra Nevada della California (Gold Country) da altri paesi e da altre parti degli Stati Uniti. Come Sutter temé, i suoi piani aziendali furono rovinati dopo che i suoi lavoratori partirono in cerca d'oro e degli abusivi occuparono la sua terra e rubarono i suoi raccolti e il suo bestiame.
San Francisco era un piccolo insediamento prima che iniziasse la corsa all'oro. Quando i residenti vennero a conoscenza della scoperta, all'inizio divenne una città fantasma di navi e attività commerciali abbandonate, ma poi esplose con l'arrivo di mercanti e nuove persone. La popolazione di San Francisco aumentò rapidamente da circa 1.000 nel 1848 a 25.000 residenti a tempo pieno entro il 1850. I minatori vivevano in tende, baracche di legno o cabine sul ponte rimosse da navi abbandonate. Non c'erano chiese o servizi religiosi nella città in rapida crescita, il che spinse missionari come William Taylor a soddisfare la necessità di usare il fondo di una botte come seggiola. La folla si radunava per ascoltare i suoi sermoni e in breve tempo ricevette abbastanza generose donazioni da minatori d'oro di successo e costruì la prima chiesa di San Francisco.

### Trasporti e infrastrutture

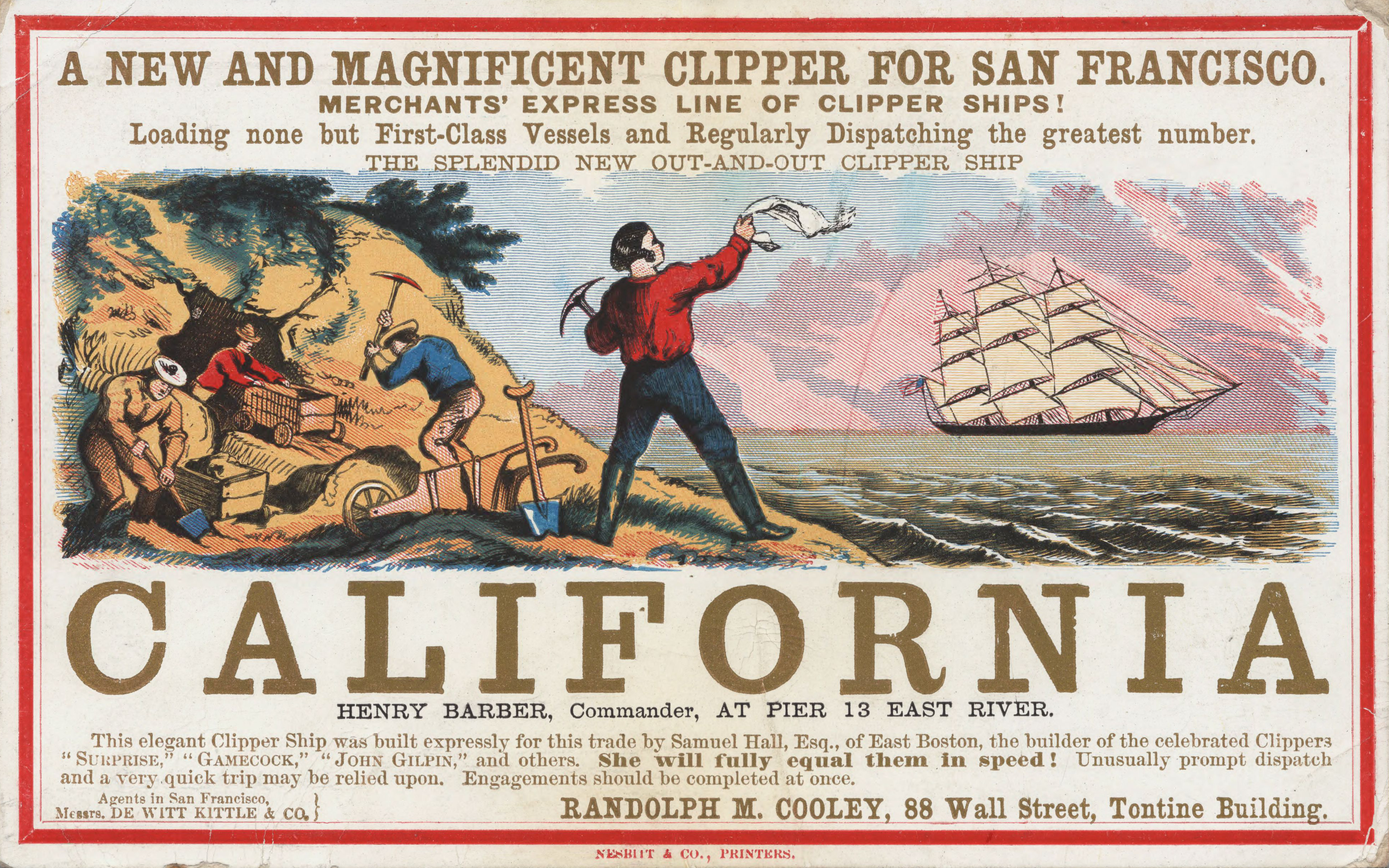
Pubblicità sulla navigazione e il trasporto in California (1850 c.)

In quella che è stata definita la "prima corsa all'oro di livello mondiale", non c'era un modo facile per raggiungere la California; i partecipanti al 49 (i forty-niners) affrontarono difficoltà e spesso la morte durante il tragitto. All'inizio, la maggior parte degli argonauti, come erano conosciuti, viaggiava via mare. Dalla costa orientale, un viaggio a vela intorno alla punta del Sud America durava dai quattro ai cinque mesi e copriva circa 18.000 miglia nautiche (21.000 miglia; 33.000 km). Un'alternativa era navigare fino al lato atlantico dell'istmo di Panama, prendere canoe e muli per una settimana attraverso la giungla e poi sul lato del Pacifico, aspettare una nave in partenza per San Francisco. C'era anche una rotta attraverso il Messico che partiva da Veracruz. Le compagnie che fornivano tali trasporti crearono un'enorme ricchezza tra i loro proprietari e includevano la US Mail Steamship Company, la Pacific Mail Steamship Company sovvenzionata a livello federale e la Accessory Transit Company. Molti cercatori d'oro intrapresero la rotta via terra attraverso gli Stati Uniti continentali, in particolare lungo la Pista della California. Ognuna di queste rotte aveva i suoi pericoli mortali, dal naufragio alla febbre tifoide e al colera. Nei primi anni della corsa all'oro, gran parte della crescita della popolazione nell'area di San Francisco fu dovuta ai viaggi in battello a vapore da New York attraverso i portage via terra in Nicaragua e Panama e poi di nuovo in battello a vapore fino a San Francisco.

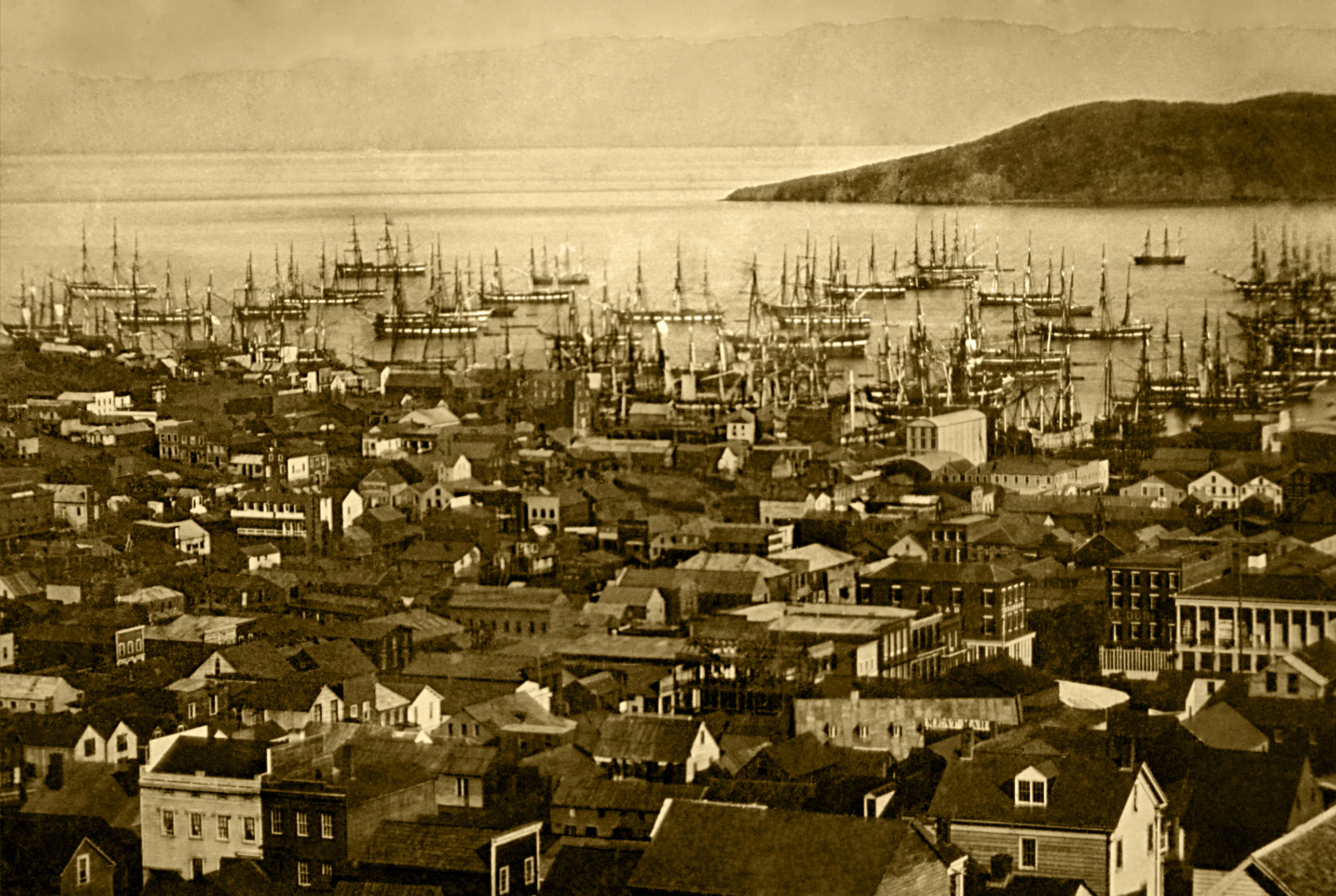
Le navi mercantili riempiono la baia di San Francisco, 1850-51.

Durante il viaggio, molte navi a vapore della costa orientale richiedevano ai passeggeri di portare con sé dei kit, solitamente pieni di effetti personali come vestiti, guide, attrezzi, ecc... Oltre agli effetti personali, gli argonauti erano tenuti a portare barili pieni di manzo, biscotti, burro, maiale, riso e sale. A bordo delle navi a vapore, i viaggiatori potevano parlare tra loro, fumare, pescare e dedicarsi ad altre attività a seconda della nave su cui viaggiavano. Tuttavia, l'attività dominante su tutte le navi a vapore era il gioco d'azzardo, il che era ironico perché la segregazione tra le fasce di ricchezza era evidente su tutte le navi. Tutto era segregato tra ricchi e poveri. C'erano diversi livelli di viaggio che si potevano pagare per raggiungere la California. Le navi a vapore più economiche tendevano ad avere rotte più lunghe. Al contrario, quelle più costose portavano i passeggeri in California più velocemente. C'erano chiare distinzioni sociali ed economiche tra coloro che viaggiavano insieme, poiché coloro che spendevano di più ricevevano sistemazioni che ad altri non erano consentite. Tutto ciò a scopo con il chiaro intento di distinguere il loro potere di classe elevata da quelli che non potevano permettersi tali comfort.
Navi da rifornimento arrivarono a San Francisco con merci per soddisfare i bisogni della popolazione in crescita. Quando centinaia di navi furono abbandonate dopo che i loro equipaggi disertarono per andare nei giacimenti auriferi, molte navi furono convertite in magazzini, negozi, taverne, hotel e una in una prigione. Con l'espansione della città e la necessità di nuovi spazi su cui costruire, molte navi furono distrutte e utilizzate come discariche.

### Sviluppi successivi
Nel giro di pochi anni, si verificò un'importante ma meno nota ondata di cercatori d'oro nell'estrema California settentrionale, in particolare nelle attuali contee di Siskiyou, Shasta e Trinity. La scoperta di pepite d'oro nel sito dell'attuale Yreka nel 1851 portò migliaia di cercatori d'oro lungo il Siskiyou Trail e in tutte le contee settentrionali della California.
Insediamenti dell'era della corsa all'oro, come Portuguese Flat sul fiume Sacramento, nacquero e poi svanirono. La città della corsa all'oro di Weaverville sul fiume Trinity oggi conserva il più antico tempio taoista utilizzato ininterrottamente in California, un'eredità dei minatori cinesi che arrivarono. Sebbene non ci siano molte città fantasma dell'era della corsa all'oro ancora esistenti, i resti della città un tempo vivace di Shasta sono stati conservati in un parco storico statale della California settentrionale.
Entro il 1850, la maggior parte dell'oro facilmente accessibile era stata raccolta e l'attenzione si spostò sull'estrazione di oro da luoghi più difficili. Di fronte alla crescente difficoltà di recupero dell'oro, gli americani iniziarono a scacciare gli stranieri per ottenere l'oro più accessibile rimasto. La nuova legislatura dello Stato della California approvò una tassa sui minatori stranieri di 20 dollari al mese e i cercatori americani iniziarono attacchi organizzati contro i minatori stranieri, in particolare latinoamericani e cinesi.
Inoltre, l'enorme numero di nuovi arrivati stava cacciando i nativi americani dalle loro tradizionali aree di caccia, pesca e raccolta di cibo. Per proteggere le loro case e il loro sostentamento, alcuni nativi americani risposero attaccando i minatori. Ciò provocò contrattacchi ai villaggi nativi. I nativi americani, in inferiorità numerica, furono spesso massacrati. Coloro che sfuggirono ai massacri spesso non furono in grado di sopravvivere senza accesso alle loro aree di raccolta di cibo e morirono di fame.

## IForty Niners
I primi a riversarsi nei giacimenti auriferi, a partire dalla primavera del 1848, furono gli stessi residenti della California, principalmente americani ed europei dediti all'agricoltura che vivevano nella California settentrionale, insieme ai nativi californiani e ad alcuni californios (californiani di lingua spagnola; all'epoca, comunemente chiamati in inglese semplicemente "californianians"). Questi primi minatori tendevano ad essere famiglie in cui tutti aiutavano nelle attività produttive. Donne e bambini di tutte le etnie venivano spesso trovati a setacciare accanto agli uomini. Alcune famiglie intraprendenti aprirono pensioni per accogliere l'afflusso di uomini; in questi casi, le donne spesso portavano un reddito fisso mentre i loro mariti cercavano l'oro.
La notizia della corsa all'oro si diffuse lentamente all'inizio. I primi cercatori d'oro erano persone che vivevano vicino alla California o persone che avevano sentito la notizia dalle navi sulle rotte di navigazione più veloci dalla California. Il primo grande gruppo di americani ad arrivare fu composto da diverse migliaia di abitanti dell'Oregon che percorsero il Siskiyou Trail. Poi arrivarono persone dalle Isole Sandwich e diverse migliaia di latinoamericani, tra cui persone dal Messico, dal Perù e da luoghi lontani come il Cile, sia via nave che via terra. Entro la fine del 1848, circa 6.000 argonauti erano arrivati in California.
Solo un piccolo numero (probabilmente meno di 500) viaggiò via terra dagli Stati Uniti quell'anno. Alcuni di questi "forty-eighters", come venivano talvolta chiamati i primi cercatori d'oro, furono in grado di raccogliere grandi quantità di oro facilmente accessibile, in alcuni casi, per un valore di migliaia di dollari al giorno. Anche i cercatori d'oro comuni calcolavano in media il valore giornaliero dei ritrovamenti d'oro per un valore da 10 a 15 volte superiore al salario giornaliero di un lavoratore sulla costa orientale. Una persona poteva lavorare per sei mesi nei giacimenti auriferi e trovare l'equivalente di sei anni di salario a casa. Alcuni speravano di arricchirsi rapidamente e tornare a casa, mentre altri desideravano avviare attività locali.

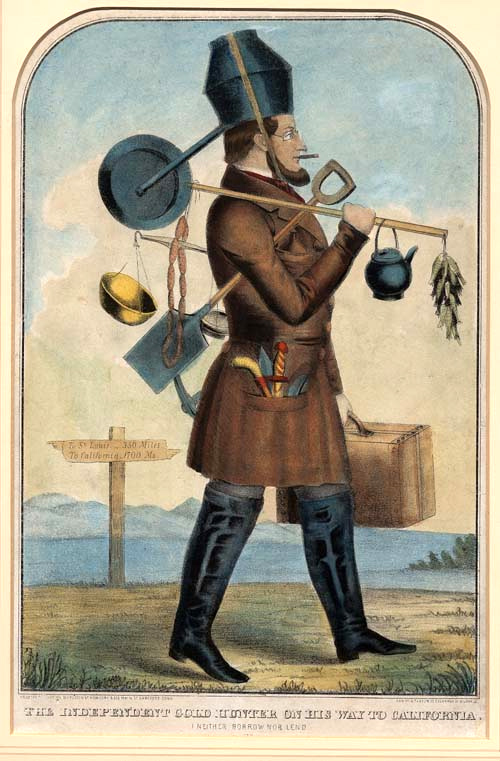
Cacciatore d'oro indipendente in viaggio verso la California, (1850 c.)

All'inizio del 1849, la notizia della corsa all'oro si era diffusa in tutto il mondo e un numero impressionante di cercatori d'oro e mercanti iniziò ad arrivare da ogni continente. Il gruppo più numeroso di partecipanti alla corsa all'oro del 1849 era composto da americani, che arrivarono a decine di migliaia via terra attraverso il continente e lungo varie rotte di navigazione (il nome forty-niner deriva dall'anno 1849). Molti dalla costa orientale negoziarono una traversata dei Monti Appalachi, prendendo battelli fluviali in Pennsylvania, spingendo le barche a chiglia fino ai porti di assemblaggio delle carovane del fiume Missouri e poi viaggiando in carovana lungo il California Trail. Molti altri arrivarono attraverso l'istmo di Panama e i piroscafi della Pacific Mail Steamship Company. Australiani e neozelandesi appresero la notizia dalle navi che trasportavano giornali hawaiani e migliaia, contagiati dalla "febbre dell'oro", si imbarcarono per la California.
I Forty Niner provenivano dall'America Latina, in particolare dai distretti minerari messicani vicino a Sonora e Cile. Cercatori d'oro e mercanti dall'Asia, principalmente dalla Cina iniziarono ad arrivare nel 1849 inizialmente in numeri modesti a Gum San ("Montagna d'oro"), il nome dato alla California in cinese. I primi immigrati dall'Europa, a causa dei subbugli dei moti del 1848, iniziarono ad arrivare alla fine del 1849 per lo più dalla Francia, con alcuni tedeschi, italiani e britannici.
Si stima che circa 90.000 persone arrivarono in California nel 1849, circa la metà via terra e metà via mare. Di questi, forse 50.000-60.000 erano americani, e il resto proveniva da altri paesi. Si stima che entro il 1855 almeno 300.000 cercatori d’oro, mercanti e altri immigrati fossero arrivati in California da tutto il mondo. Il gruppo più numeroso continuò ad essere statunitense, ma c’erano decine di migliaia di messicani, cinesi, britannici, australiani, francesi e latinoamericani, insieme a molti gruppi più piccoli di minatori, come afroamericani, filippini, baschi e persone provenienti dall’Impero Ottomano.
Le persone provenienti da piccoli villaggi sulle colline vicino a Genova in Italia, furono tra i primi a stabilirsi permanentemente ai piedi della Sierra Nevada; portando con sé le tradizionali competenze agricole sviluppate per sopravvivere ai freddi inverni.
C'erano anche donne nella corsa all'oro, tuttavia il loro numero era piccolo. Delle 40.000 persone che arrivarono in nave nella baia di San Francisco nel 1849, solo 700 erano donne (tra cui povere, ricche, imprenditrici, prostitute, single e sposate). Erano di varie etnie tra cui anglo-americane, afro-americane, ispaniche, native, europee, cinesi ed ebree. Le ragioni per cui arrivarono variavano: alcune arrivarono con i loro mariti, rifiutandosi di essere lasciate indietro a cavarsela da sole, alcune arrivarono perché i loro mariti le mandavano a chiamare e altre arrivarono (single e vedove) per scopi d'avventura e le opportunità economiche. Lungo il percorso molte persone morirono per incidenti, colera, febbre e una miriade di altre cause, e molte donne divennero vedove prima ancora di posare lo sguardo sulla California. Una volta arrivate, le donne diventavano vedove abbastanza frequentemente a causa di incidenti minerari, malattie o controversie minerarie dei loro mariti. La vita nei giacimenti auriferi offriva alle donne l'opportunità di rompere con il loro lavoro tradizionale.

## I profitti
Studi recenti confermano che i mercanti guadagnarono molto più denaro dei minatori durante la corsa all'oro. L'uomo più ricco della California durante i primi anni della corsa all'oro fu Samuel Brannan, un stacanovista promotore di sé stesso, negoziante ed editore di giornali. Brannan aprì i primi negozi di forniture a Sacramento, Coloma e altre località dei giacimenti auriferi. Proprio quando iniziò la corsa all'oro, acquistò tutte le forniture di prospezione disponibili a San Francisco e le rivendé con un profitto sostanziale.
Alcuni cercatori d'oro guadagnarono una quantità significativa di denaro. Tuttavia, tasse come la California foreign miners tax approvata nel 1851, prendevano di mira principalmente i minatori latini e impedivano loro di guadagnare tanto denaro quanto i bianchi, sui quali non erano imposte tasse. In California la maggior parte di chi arrivò tardi guadagnò poco o finì per perdere denaro. Allo stesso modo, molti sfortunati mercanti si stabilirono in insediamenti che scomparvero o che soccombettero a uno dei calamitosi incendi che travolsero le città che nacquero. Al contrario, un uomo d'affari che ebbe grande successo fu Levi Strauss, che iniziò a vendere tute di jeans a San Francisco nel 1853.
Altri uomini d'affari ottennero grandi profitti nel commercio al dettaglio, nelle spedizioni, nell'intrattenimento, nell'alloggio, o nei trasporti. Pensioni, preparazione di cibo, cucito e lavanderia erano attività altamente redditizie spesso gestite da donne (sposate, single o vedove) che si resero conto che gli uomini avrebbero pagato bene per un servizio svolto da una donna. Anche i bordelli portarono grandi profitti, soprattutto se abbinati a saloon e case da gioco.
Nel 1855 il clima economico era cambiato radicalmente. L'oro poteva essere estratto con profitto dai giacimenti auriferi solo da gruppi abbastanza numerosi di lavoratori, sia in società che come dipendenti. A metà degli anni '50 dell'Ottocento, erano i proprietari di queste società minerarie aurifere a fare soldi. Inoltre, la popolazione e l'economia della California erano diventate sufficientemente grandi e diversificate da consentire di guadagnare denaro in un'ampia varietà di attività commerciali convenzionali.

### Il sentiero dell'oro

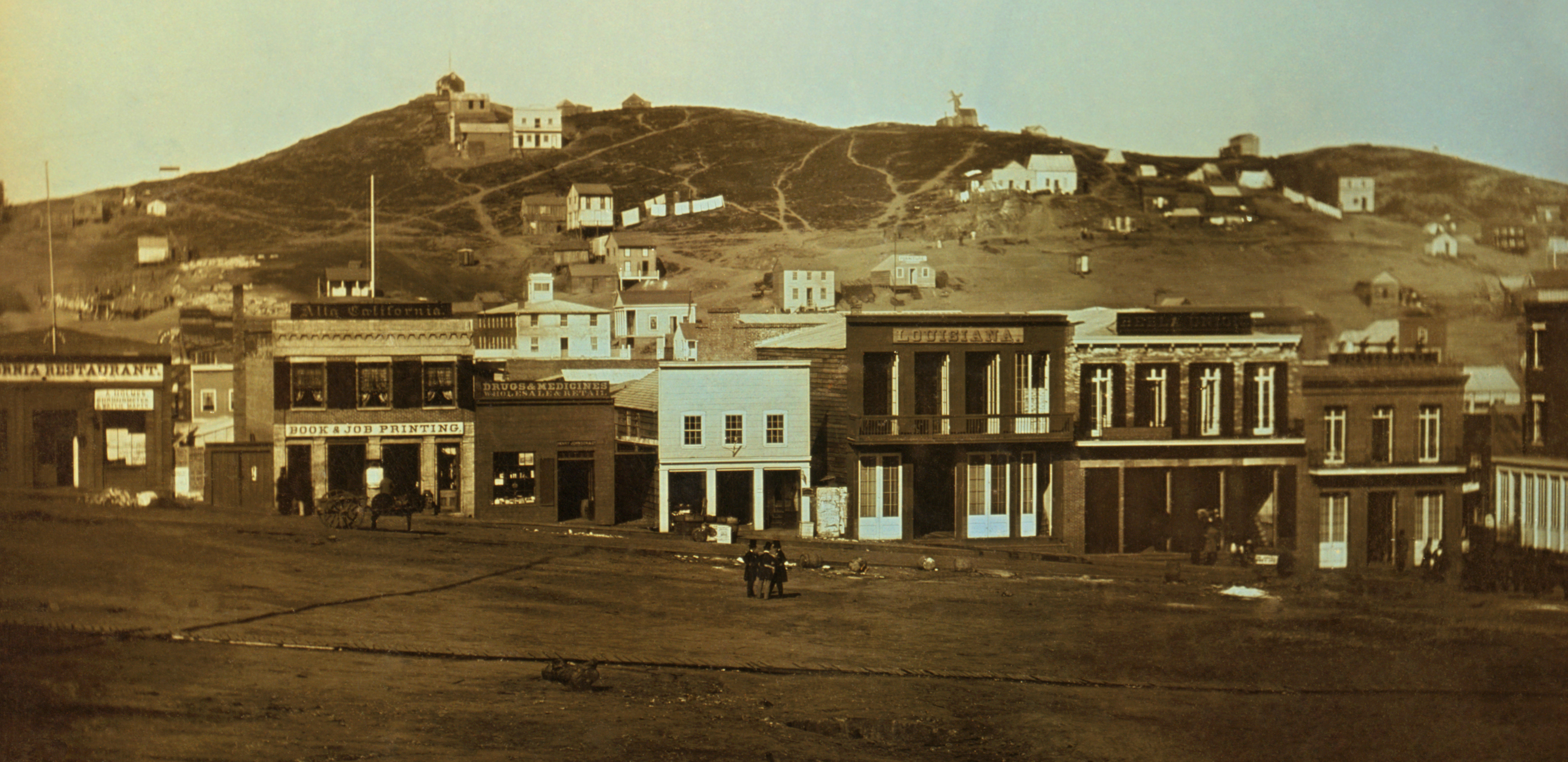
Portsmouth Square, San Francisco durante la corsa all'oro, 1851

Una volta estratto, l'oro stesso prese molte strade. In primo luogo, gran parte dell'oro fu utilizzato localmente per acquistare cibo, provviste e alloggio per i minatori. Andò anche verso l'intrattenimento, che consisteva in qualsiasi cosa, da un teatro itinerante ad alcol, gioco d'azzardo e prostitute. Queste transazioni spesso avvenivano utilizzando l'oro recentemente recuperato, accuratamente pesato. Questi mercanti e venditori, a loro volta, usavano l'oro per acquistare provviste dai capitani delle navi o dagli imballatori che portavano merci in California.
L'oro lasciava quindi la California a bordo di navi o muli per raggiungere i produttori di beni in tutto il mondo. Una seconda via di trasporto erano gli argonauti stessi che, dopo averne acquisito personalmente una quantità sufficiente, inviavano l'oro in patria o tornavano a casa portando con sé il loro ricavato duramente guadagnato. Ad esempio, si stima che circa 80 milioni di dollari di oro californiano (equivalenti a 2,7 miliardi di dollari odierni) siano stati inviati in Francia da cercatori e mercanti francesi.
Con l'avanzare della corsa all'oro, le banche locali e i commercianti d'oro emisero "banconote" o "tratta" - valuta cartacea accettata localmente - in cambio di oro, e le zecche private crearono monete d'oro private. Con la costruzione della Zecca di San Francisco nel 1854, i lingotti d'oro furono trasformati in monete d'oro ufficiali degli Stati Uniti per la circolazione. L'oro fu poi inviato dalle banche della California alle banche nazionali statunitensi in cambio di valuta cartacea nazionale da utilizzare nella fiorente economia californiana.

## Conseguenze ed effetti
L'arrivo di centinaia di migliaia di nuove persone in California nel giro di pochi anni, rispetto ad una popolazione di circa 15.000 europei e californiani in precedenza ebbe molti effetti drammatici. Uno studio del 2017 attribuisce la lunga espansione economica degli Stati Uniti nel periodo senza recessione del 1841-1856 principalmente a “un boom negli investimenti nei trasporti e nei beni in seguito alla scoperta dell’oro in California”.

### Governo e commerci
La corsa all'oro trasformò la California da un luogo sperduto e poco conosciuto a un centro dell'immaginario globale e meta di centinaia di migliaia di persone. I nuovi immigrati spesso dimostrarono una notevole inventiva e uno spirito civico. Ad esempio, nel pieno della corsa all'oro, furono fondate città e paesi, fu convocata una convenzione assemblea costituente, fu redatta una costituzione statale, si tennero elezioni e i rappresentanti furono inviati a Washington per negoziare l'ammissione della California come stato.
L'agricoltura su larga scala iniziò in questo periodo. Strade, scuole, chiese e organizzazioni civiche nacquero rapidamente mentre la stragrande maggioranza degli immigrati erano americani. Crebbe la pressione per migliori comunicazioni e collegamenti politici con il resto degli Stati Uniti, portando alla statualità della California il 9 settembre 1850 nel Compromesso del 1850 come 31° stato federato degli Stati Uniti.
Tra il 1847 e il 1870, la popolazione di San Francisco aumentò da 500 a 150.000 abitanti. La ricchezza della corsa all'oro e l'aumento demografico portarono a un miglioramento significativo dei trasporti tra la California e la costa orientale. La Panama Railway, che attraversava l'istmo di Panama, fu terminata nel 1855. I piroscafi, compresi quelli di proprietà della Pacific Mail Steamship Company, iniziarono un servizio regolare da San Francisco a Panama, dove passeggeri, merci e posta prendevano il treno attraverso l'istmo e si imbarcavano sui piroscafi diretti alla costa orientale. Un viaggio sfortunato, quello della SS Central America, finì in un disastro quando la nave affondò in un uragano al largo delle coste delle Caroline nel 1857, con circa tre tonnellate di oro californiano a bordo.

### Nativi americani

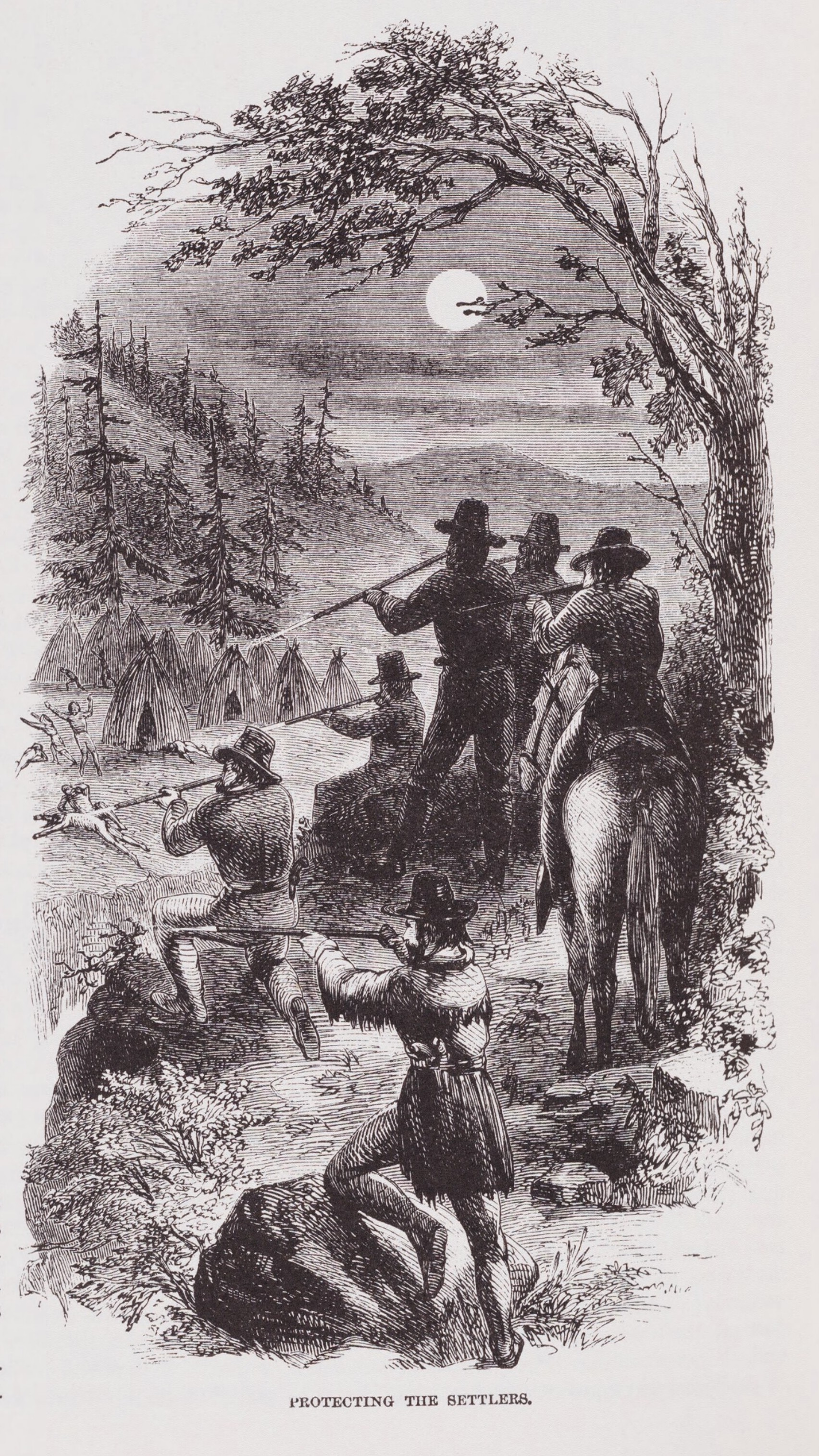
Protecting The Settlers, illustrazione di JR Browne per la sua opera The Indians of California (1864)

I costi umani e ambientali della corsa all'oro furono ingenti. I nativi americani, dipendenti dalla caccia, dalla raccolta e dall'agricoltura tradizionali, divennero vittime della fame e delle malattie, poiché ghiaia, limo e sostanze chimiche tossiche provenienti dalle operazioni di prospezione uccisero i pesci e distrussero gli habitat. L'aumento della popolazione mineraria portò anche alla scomparsa di luoghi di caccia e raccolta di cibo, mentre campi di ricerca dell'oro e altri insediamenti furono costruiti al loro interno. Successivamente, l'agricoltura si diffuse per rifornire gli accampamenti dei coloni, sottraendo più terra ai nativi americani.
In alcune aree, si verificarono attacchi sistematici contro le tribù nei distretti minerari o nelle vicinanze e furono combattuti vari conflitti tra nativi e coloni chiamate guerre indiane. Infatti i minatori spesso vedevano i nativi americani come ostacoli alle loro attività minerarie e capitavano spesso momenti in cui uccidevano fino a 50 o più nativi in un giorno. Gli attacchi di ritorsione contro i minatori solitari potevano sfociare in attacchi su larga scala contro le popolazioni native, a volte tribù o villaggi non coinvolti nella disputa originale. Durante il massacro di Bridge Gulch del 1852, un gruppo di coloni attaccò una banda di indiani Wintu in risposta all'uccisione di un cittadino di nome JR Anderson. Dopo la sua uccisione, lo sceriffo guidò un gruppo di uomini per rintracciare gli indiani, che gli uomini poi attaccarono, uccidendo più di 150 persone. Solo tre bambini sopravvissero al massacro che fu compiuto contro una banda di Wintu diversa da quella che aveva ucciso Anderson.
Lo storico Benjamin Madley registrò il numero di uccisioni di indiani della California tra il 1846 e il 1873 e stimò che durante questo periodo almeno 9.400-16.000 indiani della California furono uccisi dai coloni, per lo più in più di 370 massacri. Secondo il demografo Russell Thornton, tra il 1849 e il 1890, la popolazione indigena della California scese sotto i 20.000, principalmente a causa delle uccisioni. Inoltre, la California si oppose alla ratifica dei diciotto trattati firmati tra i capi tribù e gli agenti federali nel 1851. Il governo dello stato, a sostegno delle attività minerarie, finanziò e sostenne gli squadroni della morte, stanziando oltre 1 milione di dollari per il finanziamento e il funzionamento delle organizzazioni paramilitari. Peter Burnett, il primo governatore della California, dichiarò che la essa era un campo di battaglia tra le razze e che c'erano solo due opzioni nei confronti degli indiani della California: lo sterminio o la rimozione. L'Atto per il Governo e la Protezione degli Indiani, approvato il 22 aprile 1850 dalla legislatura della California, consentiva ai coloni di catturare e usare i nativi come lavoratori in schiavitù, proibiva la testimonianza dei nativi contro i coloni e consentiva l'adozione di bambini nativi da parte dei coloni, spesso per scopi lavorativi.
Dopo la fine del boom iniziale, attacchi, leggi e tasse confiscatorie esplicitamente xenofobi e razziste cercarono di cacciare gli stranieri – oltre ai nativi americani – dalle miniere, in particolare gli immigrati cinesi e latinoamericani provenienti principalmente da Sonora in Messico e dal Cile. Anche il prezzo da pagare per gli immigrati americani fu alto: 1/12 dei "forty-niners" morì, poiché i tassi di mortalità e di criminalità durante la corsa all’oro erano straordinariamente alti e anche il conseguente vigilantismo ebbe il suo prezzo.

### Stimolo economico mondiale
La corsa all'oro stimolò anche le economie di tutto il mondo. Gli agricoltori del Cile, dell'Australia e delle Hawaii trovarono un enorme nuovo mercato per il loro cibo; i prodotti manifatturieri britannici erano molto richiesti; vestiti e persino case prefabbricate arrivarono dalla Cina. Il ritorno di grandi quantità di oro dalla California per pagare questi beni fece aumentare i prezzi e stimolò gli investimenti e la creazione di posti di lavoro in tutto il mondo. Il cercatore d'oro australiano Edward Hargraves, notando le somiglianze tra la geografia della California e quella del suo paese d'origine, tornò in Australia per scoprire l'oro e dare il via alla corsa all'oro australiana. Prima della corsa all'oro, gli Stati Uniti avevano un sistema monetario di bimetallismo, ma l'improvviso aumento dell'offerta di oro fisico aumentò il valore relativo dell'argento fisico e spinse la moneta d'argento fuori dalla circolazione, creando i presupposti per un sistema monetario gold standard. L'aumento dell'offerta di oro creò anche uno shock dell'offerta monetaria.
Pochi anni dopo la fine della corsa all'oro, nel 1863, si tenne a Sacramento la cerimonia di posa della prima pietra per il tratto occidentale della prima ferrovia transcontinentale. Il completamento della linea, circa sei anni dopo, finanziato in parte con i fondi della corsa all'oro, unì la California agli Stati Uniti centrali e orientali. Viaggi che avevano richiesto settimane o addirittura mesi potevano ora essere completati in pochi giorni.

## Eredità storica
Il nome della California divenne indelebilmente legato alla corsa all'oro, e il rapido successo in un mondo nuovo divenne noto come il "Sogno Californiano". La California era percepita come un luogo di nuovi inizi, dove una grande ricchezza poteva ricompensare il duro lavoro con un po' di fortuna. Lo storico HW Brands notò che negli anni successivi alla corsa all'oro, il Sogno Californiano si diffuse in tutta la nazione:
(Marchi, "L'età dell'oro. La corsa all'oro in California e il nuovo sogno americano")
Generazioni di immigrati sono state attratte dal Sogno Californiano. Gli agricoltori, i trivellatori petroliferi, i registi, i costruttori di aeroplani, i produttori di computer e microchip hanno tutti avuto il loro periodo di boom nei decenni successivi alla corsa all'oro.
Inoltre, lo scudo stradale delle autostrade statali in California ha la forma di una vanga da minatore per onorare la corsa all'oro. Oggi la State Route 49, chiamata in onore dei "forty-niners", attraversa le colline della Sierra Nevada, collegando molte città dell'era della corsa all'oro come Placerville, Auburn, Grass Valley, Nevada City, Coloma, Jackson e Sonora. Questa autostrada statale passa anche molto vicino al Columbia State Historic Park, un'area naturale protetta che comprende lo storico quartiere commerciale della città di Columbia; il parco ha preservato molti edifici dell'era della corsa all'oro, che sono attualmente occupati da attività commerciali orientate al turismo.

## Curiosità
- Nel periodo fu popolare la canzone Oh! Susanna di Stephen Foster, pubblicata nel 1848, che divenne quasi un inno per la corsa all'oro.
- Il romanzo Calico Palace di Gwen Bristow (1970) è ambientato a San Francisco negli anni della corsa all'oro del 1847.
- Una ricostruzione a fumetti della vicenda di John Sutter è stata realizzata nel 1996 da Claudio Nizzi e Magnus, nell'albo speciale di Tex intitolato La valle del terrore.
- Buona parte del romanzo La figlia della fortuna di Isabel Allende (1999) è ambientato a San Francisco e dintorni negli anni della corsa all'oro.
- L'opera lirica "La fanciulla del west" di Giacomo Puccini è ambientata in California all'epoca della febbre dell'oro.